# Maïa Simon
Pour les articles homonymes, voir Simon.
Ne doit pas être confondu avec Maya Simon.
Maïa Simon, née le 10 novembre 1939 à Marseille en France et morte le 19 septembre 2007 à Zurich en Suisse est une actrice française.

## Biographie
Elle joue au théâtre à la fin des années 1960 sous la direction de Maurice Béjart, Jean-Louis Barrault, Jorge Lavelli, puis joue fréquemment à la télévision dans des téléfilms et des feuilletons. Elle incarne notamment la présidente de Tourvel dans une adaptation des Liaisons dangereuses réalisée par Charles Brabant en 1980. 
Au cinéma, elle joue en 1977 aux côtés de Jean Rochefort et Claude Brasseur sous la direction d'Yves Robert, dans la comédie Nous irons tous au paradis,  incarnant la maîtresse de Simon (Guy Bedos). Trente ans plus tard, en 2007, André Téchiné lui donne le rôle de la mère d'Emmanuelle Béart dans Les Témoins, qui sera son dernier film.
Atteinte d'un cancer généralisé incurable, Maïa Simon se rend en Suisse en septembre 2007 avec l'aide de l'Association pour le droit de mourir dans la dignité (ADMD) à laquelle elle avait adhéré en octobre 2006. Pour « abréger ses souffrances », selon ses propres termes, elle y a recours à un suicide médicalement assisté géré par l'association suisse Dignitas. Une semaine plus tôt, elle avait accordé une interview au reporter de RTL Olivier Geay pour expliquer ce choix. Très critique, elle y dénonçait « la toute-puissance des médecins et l'hypocrisie de la société française qui refuse qu'on choisisse sa fin » et appelait de ses vœux un débat national pour faire évoluer la législation et les mentalités,.
Selon ses dernières volontés, elle est incinérée et ses cendres sont dispersées au Kenya.

## Filmographie
- 1967 : Les Habits noirs (feuilleton TV) de René Lucot
- 1972 : Les Boussardel (mini-série TV), de René Lucot : Adeline Boussardel
- 1976 : Messieurs les jurés "L'Affaire Cleurie" (TV), de Jacques Krier : Martine Cleurie
- 1977 : Nous irons tous au paradis, d'Yves Robert : Mme Chalamand, l'amante de Simon
- 1979 : La Belle vie de Jean Anouilh réalisé par Lazare Iglesis : Gertrud von Valançay
- 1980 : La Nuit de l'été (TV), de Jean-Claude Brialy : la marquise de Tourzel
- 1980 : Les Liaisons dangereuses (TV), de Charles Brabant : Mme de Tourvel
- 1981 : Les Uns et les Autres (TV et cinéma), de Claude Lelouch : Maître Isabelle Prat
- 1985 : Clémence Aletti de Peter Kassovitz : Véronique Aletti
- 2007 : Les Témoins, d'André Téchiné : la mère de Sarah (jouée par Emmanuelle Béart)

## Théâtre
- 1965 : Les Troyennes d'Euripide, mise en scène Michael Cacoyannis, TNP théâtre de Chaillot, Festival d'Avignon
- 1965 : La Nuit des rois de William Shakespeare, mise en scène Guy Parigot, Comédie de l'Ouest
- 1967 - Gisèle ou La mort du président,  de Bernard Da Costa, mise en scène Pierre Spivakoff  au Café Vivienne (2 rue Vivienne)
- 1969 : Le Concile d'amour d'Oscar Panizza, mise en scène Jorge Lavelli, théâtre de Paris
- 1969 : Orden de Girolamo Arrigo, mise en scène Jorge Lavelli, Festival d'Avignon
- 1970 : Orden de Girolamo Arrigo, mise en scène Jorge Lavelli, Tréteaux de France
- 1970 : Jeux de massacre d'Eugène Ionesco, mise en scène Jorge Lavelli, théâtre Montparnasse
- 1971 : Un songe pour une nuit d'été de Michel de Ré, mise en scène de l'auteur, Festival de Vaison-la-Romaine
- 1971 : Mon violoncelle pour un cheval de Victor Haïm, mise en scène André-Louis Perinetti, Festival d'Avignon
- 1972 : Le Misanthrope de Molière, mise en scène Jean Négroni, Maison des arts et de la culture de Créteil
- 1972 : Cet animal étrange de Gabriel Arout, mise en scène Jean Négroni, théâtre La Bruyère
- 1973 : L'Île pourpre de Mikhaïl Boulgakov, mise en scène Jorge Lavelli, théâtre de la Ville
- 1975 : Christmas d'Alan Ayckbourn, mise en scène Pierre Mondy, théâtre de la Madeleine
- 1976 : Qui est qui ? de Keith Waterhouse et Willis Hall, mise en scène Victor Lanoux, théâtre Moderne
- 1978 : Lundi, la fête de Franco Brusati, mise en scène Jacques Rosny, théâtre Michel
- 1979 : Le Piège d'Ira Levin, mise en scène Riggs O'Hara, théâtre Édouard VII
- 1982 : En sourdine... les sardines ! de Michael Frayn, mise en scène Robert Dhéry, théâtre des Bouffes-Parisiens
- 1985 : Hugo l'homme qui dérange de Claude Brulé, mise en scène Paul-Émile Deiber, théâtre national de l'Odéon
- 1986 : Maison de poupée d’Henrik Ibsen, mise en scène Michel Fagadau, théâtre de Boulogne-Billancourt
- 1989 : La Bonne Mère de Carlo Goldoni, mise en scène Jacques Lassalle, théâtre national de Strasbourg
- 1991 : Heldenplatz (Place des Héros) de Thomas Bernhard, mise en scène Jorge Lavelli, théâtre national de la Colline
- 1993 : Un couple ordinaire d'après le livret de Gitta Sereny, mise en scène Robert Kuperberg, théâtre national de Chaillot
- 1995 : Sa maison d’été de Jane Bowles, mise en scène Robert Cantarella, La Coursive La Rochelle, théâtre national de la Colline, Théâtre Daniel Sorano Toulouse, théâtre du Port de la lune
- 1996 : Un cœur français de Jean-Marie Besset, mise en scène Patrice Kerbrat, Centre national de création d'Orléans, théâtre Hébertot
- 1997 : Mad(e) in England : Une frite dans le sucre - Un lit parmi les lentilles d'Alan Bennett, mise en scène Jean-Claude Idée, Petit Montparnasse
- 1998 : Il est important d'être fidèle d'Oscar Wilde, mise en scène Jean-Luc Tardieu, Maison de la Culture de Loire-Atlantique Nantes, Comédie des Champs-Élysées
- 1999 : Copenhague de Michael Frayn, mise en scène Michael Blakemore, théâtre Montparnasse

## Distinctions
- Prix du Syndicat de la critique 1974 : meilleure comédienne pour Cet animal étrange
- Molières 1991 : Nomination au Molière de la comédienne dans un second rôle pour Heldenplatz (Place des Héros)
- Molières 1997 : Nomination au Molière de la comédienne dans un second rôle pour Un cœur français